# Riserva naturale Pietraporciana
La riserva naturale Pietraporciana è un'area naturale protetta situata nella provincia di Siena. La riserva è stata istituita nel 1996 e occupa una superficie di 341 ettari..

## Storia
Per quasi tutto il Novecento i proprietari del terreno furono i marchesi Origo, che si distinsero per una gestione particolarmente progressista e liberale delle loro proprietà. Fu proprio la marchesa Iris a donare al Comune di Chianciano Terme la struttura nel 1985, in considerazione del valore che essa aveva assunto per la comunità locale durante la Seconda Guerra mondiale: gli Origo, infatti, nelle fasi conclusive del conflitto, si impegnarono anche nel sostegno alle forze antifasciste, fornendo supporto logistico e mezzi ai partigiani operanti nella zona. Considerando il suo relativo isolamento e la posizione dominante sulle due valli, il luogo era stato scelto come base dalla formazione Mencattelli, il podere fu così messo a loro disposizione.
La base fu tenuta fino al passaggio del fronte, nel tardo giugno del ’44, quando i nazisti tentarono di conquistarla proprio per il suo valore strategico. Una delle conseguenze fu una feroce battaglia, cui prese parte il secondo battaglione Coldstream Guards dell’esercito britannico, che riuscì nell’impresa di riconquistare la posizione, seppur a costo di molte vite, a oggi ricordate nelle lapidi all'interno della struttura.
Nel dopoguerra Pietraporciana divenne un luogo di riferimento anzitutto per quanti vi avevano operato come partigiani, creando un luogo di memoria condivisa.
Infine, con la donazione al Comune di Chianciano, iniziò a prendere forma un progetto di recupero che tenesse conto del valore storico, ambientale e culturale del luogo.

## Territorio
La Riserva si estende su un territorio di circa 341 ha compreso tra la Val d’Orcia (Patrimonio UNESCO dal 2004) e la Valdichiana, tra i Comuni di Chianciano Terme e Sarteano, nella parte meridionale della provincia di Siena.     
È delimitata a sud dal Monte Cetona. Occupa la sommità, il versante settentrionale e parte del pendio meridionale dell'omonimo poggio (847 m) e parte del pendio meridionale del poggio Petraporciana. Il punto più alto è a 847 m, mentre quello più basso, il corso del torrente Astrone, è a 400 m.
Si raggiunge con percorsi su strada bianca da Chianciano o da Sarteano, attraversando la tipica campagna toscana, con paesaggi di grande impatto visivo.        
Al suo interno è ricca di sentieri e strade sterrate, con varie aree attrezzate per riposo, da percorrere sia a piedi che in bicicletta o a cavallo.

## Comuni
Dalla Riserva sono facilmente raggiungibili le città d’arte di Pienza e Montepulciano, i centri storici medievali della Val d’Orcia (da San Quirico a Castiglione d’Orcia), borghi rurali come il vicinissimo Castiglioncello del Trinoro e Monticchiello, tenute signorili come Villa la Foce, sempre degli Origo, e molte fonti termali, da quelle di Chianciano Terme, fino a San Casciano dei Bagni, Bagni San Filippo e Bagno Vignoni.

## Fauna
Nel bosco vivono caprioli e daini, martore, tassi, istrici, scoiattoli e cinghiali. 
Tra gli insetti vi sono molti coleotteri tra cui il cervo volante (il più grande coleottero d’Europa) e la rara Rosalia alpina, dalle belle tinte blu.  
La ricchezza di cibo, ha creato le condizioni ideali anche per alcune specie di picchio, tra cui quello rosso maggiore e quello verde, che cacciano le larve dei coleotteri sui tronchi. A loro si aggiunge il picchio torcicollo, che occupa i buchi che trova sugli alberi. Tra i rapaci si trovano anche il falco pecchiaiolo occidentale, il biancone, lo sparviero, il lodolaio. Di notte è possibile vedere il barbagianni e l’allocco. Sono anche presenti il gufo comune, l’assiolo, l’upupa e il cuculo.

## Flora
È notevole la faggeta secolare che si sviluppa tra i 720 e gli 850 m circa, con maestosi esemplari, attraversata da un comodo camminamento.         
Esposta a nord, protetta e ombreggiata dalle alte rupi calcaree che la sovrastano, la faggeta si trova a una quota più bassa del consueto ed è probabilmente il residuo di un bosco più esteso sviluppatosi in epoche più fredde.
Nel suo sottobosco crescono arbusti rari, come la belladonna e la fusaggine maggiore, oltre al corniolo, alla berretta da prete e al nocciolo.
Da tempo la faggeta è protetta, ne è quindi proibito il taglio del bosco ceduo; gli alberi di grande fusto e quelli caduti formano dunque un ambiente ricco di biodiversità.
Oltre alla faggeta si trovano boschi di rovere, cerro, acero e carpino.
Molti i fiori rari tra cui il giglio martagone e il giglio rosso, protetti, che accompagnano una ricca fioritura da febbraio all’estate inoltrata: dal bucaneve alla dentaria pennata, dal sigillo di Salomone alle anemoni, dalle primule all’asperula, dal ciclamino a numerosi tipi di cefalentere.

## Geologia
Di notevole interesse è la parte sommitale della Riserva, costituita da placche di biocalcareniti, ovvero di un calcare pliocenico di origine organica; in queste placche sono state scavate nel tempo delle grotte naturali perfettamente visitabili.
Si trovano molti fossili tra cui conchiglie secolari.

## Punti di interesse
Sulla cima del poggio c'è la Grotta del Bruco. La leggenda narra che un cavaliere di ritorno dalle Crociate vi si stabilì per vivere da eremita.

## Strutture ricettive
L’antica casa colonica al centro della riserva è ora il cento di accoglienza dei visitatori, dotato di anfiteatro e Bed and breakfast.